# Вилмађоре (Бергамо)
Вилмађоре је насеље у Италији у округу Бергамо, региону Ломбардија.
Према процени из 2011. у насељу је живело 262 становника. Насеље се налази на надморској висини од 1078 м.